# Dolmen de Drigas
Le dolmen de Drigas est un dolmen situé sur le territoire de la commune de Hures-la-Parade, dans le département de la Lozère en France.

## Description
Le dolmen est ruiné. Il ne comporte plus qu'une table de couverture, en dolomie, reposant d'un côté sur un unique orthostate et de l'autre côté sur le sol. La table mesure 3,15 m de long sur 2,20 m de large et 0,48 m d'épaisseur et son poids est estimé à 9 tonnes.